# Арджа
Арджа (рум. Argea) — село у повіті Вранча в Румунії. Входить до складу комуни Плоскуцень.
Село розташоване на відстані 200 км на північний схід від Бухареста, 38 км на північ від Фокшан, 126 км на південь від Ясс, 91 км на північний захід від Галаца, 134 км на схід від Брашова.

## Населення
За даними перепису населення 2002 року у селі проживали 404 особи, усі — румуни. Усі жителі села рідною мовою назвали румунську.